# Potok Lubuski
Potok Lubuski – zamknięty przystanek osobowy w Potoku, w gminie Przewóz, w powiecie żarskim, w woj. lubuskim, w Polsce. Został otwarty w 1913 roku przez LE. W 1985 roku nastąpiło jego zamknięcie. Znajdowała się na trasie linii kolejowej z Przewozu do Przysieki.